# The One (canción de Foo Fighters)
«The One» es un sencillo de la banda de post-grunge estadounidense Foo Fighters. A pesar de no aparecer en ningún álbum oficial de la banda fue editada como sencillo debido a su aparición en la película Orange County, así como cara B del sencillo All My Life. 
Como anécdota, cabe reseñar que en el Reino Unido se produjo una tirada extremadamente baja de este sencillo, ya que solo fue editada una copia en todos los formatos de vinilo, convirtiéndose en una pieza de lujo para coleccionistas.

## Lista de canciones
1. «The One»
2. «Win Or Lose»
3. «The One» (Vídeo CD ROM)

- Datos: Q761937